# Vlag van Namen (stad)
De vlag van Namen is nooit door de gemeenteraad van de Naamse gemeente Namen vastgesteld. maar wel zodanig gebruikt. De vlag kan als volgt worden beschreven:
Twee even hoge banen van zwart en van geel.
De kleuren zijn afkomstig van het gemeentewapen.